# Svartisen
Svartisen (het zwarte ijs) is een overkoepelende term voor twee gletsjers bij Meløy in de provincie Nordland in het noorden van Noorwegen. De gletsjer ligt in het Saltfjellet-Svartisen nationaal park ten noordwesten van Mo i Rana. De Engabreen is een zijarm van de gletsjer.
Samen beslaat dit hele gebied 369 km². De twee grootste gletsjers zijn:
- Vestre Svartisen (221 km²), wat de op een na grootste gletsjer op het Noorse vasteland is (na Jostedalsbreen).
- Østre Svartisen (148 km²), wat de op drie na grootste gletsjer is.

Het smeltwater van deze gletsjer wordt veelal gebruikt voor waterkracht.